# Ельтай (Толебийский район)
Ельтай (каз. Елтай) — бывшее село в Толебийском районе Туркестанской области Казахстана, ныне микрорайон г. Шымкент. Входит в состав Казгуртского сельского округа. Код КАТО — 515849380. Исключено из учётных данных в 2014 г.

## Население
В 1999 году население села составляло 1484 человека (747 мужчин и 737 женщин). По данным переписи 2009 года, в селе проживало 1915 человек (994 мужчины и 921 женщина).